# Drukarnia Akademii Krakowskiej
Drukarnia Akademii Krakowskiej (obecnie Drukarnia Uniwersytetu Jagiellońskiego) – drukarnia założona w Krakowie w 1674 roku, zamknięta decyzją rektora Uniwersytetu Jagiellońskiego dnia 21 lipca 2010.
Drukarnia powstała na bazie wcześniejszej drukarni Andrzeja Piotrkowczyka. W 1734 roku została wzbogacona przez oficynę Cezarych (1616–1731) dzięki fundacji profesora Marcina Waleszyńskiego, a w 1758 roku dzięki drukarni Seminarium Akademickiego będącej darem Stanisława Załuskiego. W ten sposób drukarnia akademicka posiadała materiał typograficzny i drzeworytniczy najlepszych oficyn Piotrkowczyków, Cezarych, a co za tym idzie materiały z drukarni Szarfenbergów i Unglera. W XVII i XVIII wieku otrzymywała szereg przywilejów (1676, 1697, 1726, 1748), dzięki którym miała wyłączność np. na druk kalendarzy. W latach 1783–1784 działała pod nazwą Oficyna Szkoły Głównej Koronnej, a w 1835 roku została przejęta przez senat uczelni uniwersyteckiej. W 1841 roku zmieniono jej nazwę na Drukarnia Uniwersytetu Jagiellońskiego. W 1850 roku drukarnia spłonęła, co spowodowało, iż dopiero w 1861 roku odzyskała swoją świetność. Podczas II wojny światowej drukarnia przeszła w ręce Institut für Deutsche Osterbeit. W 1952 roku stała się samodzielną placówką pod szyldem Krakowskiej Drukarni Naukowej. Do nazwy Drukarnia Uniwersytetu Jagiellońskiego wrócono w 1956 roku.
Na przestrzeni lat z drukarnią współpracowali m.in. J. Bukowski i Stanisław Wyspiański. W 1925 roku drukowała teksty orientalne.